# Decolonizing Architecture institute
Het Decolonizing Architecture institute (DAi) werd in 2007 in Bethlehem opgericht door Alessandro Petti, Sandi Hilal en Eyal Weizman. Het is een instituut dat zich richt op architectonische verandering in de Palestijnse Gebieden.

## Achtergrond
DAi ziet architectuur als instrument in ruimtelijke machtsverhoudingen en conflicten en heeft zich ten doel gesteld het potentieel van architectuur op een nieuwe manier te gebruiken. Volgens het Prins Claus Fonds heeft dit op regionaal en internationaal niveau belangrijke gevolgen voor burgers, strategen en beleidsmedewerkers.
Het DAi richt zich op een toekomst waarin er niet langer Israëlische nederzettingen bestaan in de Palestijnse Gebieden. Het werkt aan oplossingen, waarbij gedacht wordt aan methoden voor de ontmanteling en herinrichtingen van de nederzettingen en Israëlische militaire bases.
Er zijn tientallen lokale en internationale architecten en studenten aan het instituut verbonden. Verder werkt het instituut samen met een groot aantal individuen en organisaties buiten de architectonische wereld, zoals kunstenaars, filmmakers en activisten. Weizman noemt deze samenwerking politiek van de verticaliteit.
De ontwikkelde ideeën worden in binnen en buitenland verspreid via tentoonstellingen, lezingen, video’s en publicaties.

## Onderscheiding
In 2010 werden de leden van het Decolonizing Architecture institute onderscheiden met een Prins Claus Prijs. De jury eert hen "vanwege hun vooruitstrevende aanpak van bouwprojecten in voormalige conflictgebieden, hun waardevolle beschouwingen over de toekomst van betwist gebied, hun vraagtekens bij ouderwetse opvattingen over stedelijke ordening in een vrediger wereld, en hun nadruk op de rol van architectuur en beelden in de vormgeving en verandering van de frontiers of reality."